# Leptogaster lehri
Leptogaster lehri là một loài ruồi trong họ Asilidae. Leptogaster lehri được Hradský & Hüttinger miêu tả năm 1983. Loài này phân bố ở vùng Cổ Bắc giới và châu Á.